# Petar Zrinski

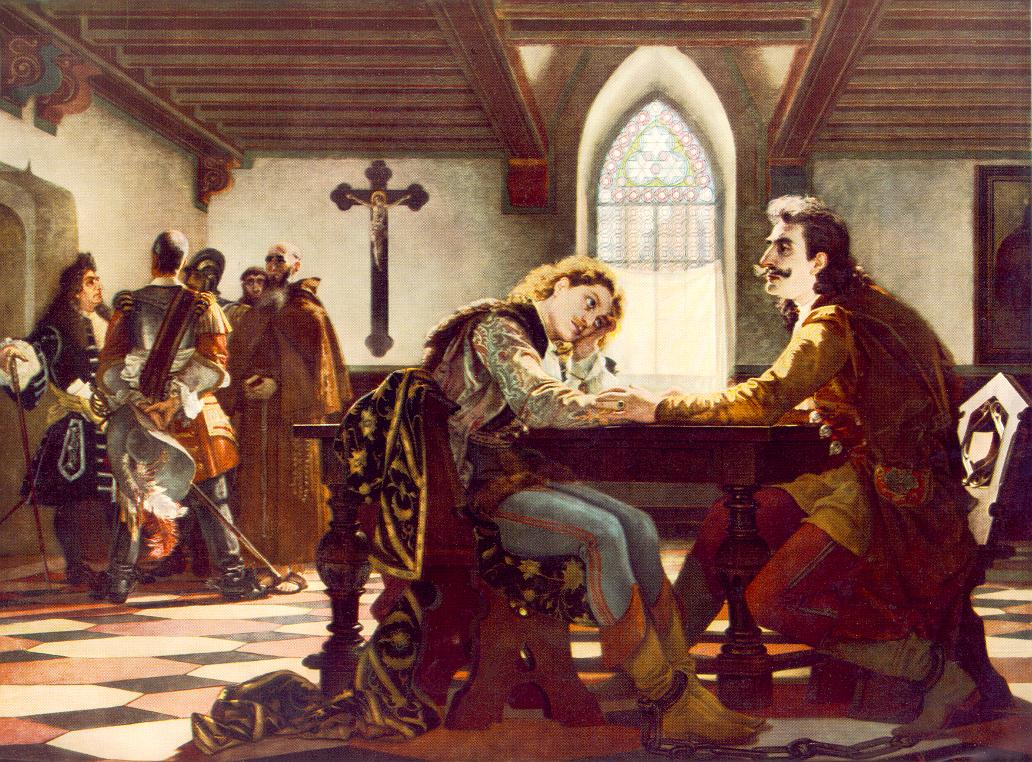
Petar Zrinski och Fran Krsto Frankopan.

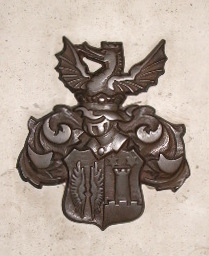
Petar Zrinskis vapensköld i Zagrebs katedral.

Petar Zrinski (ungerska: Péter Zrínyi), född 6 juni 1621 i Vrbovec i Habsburgska riket (dagens Kroatien), död 30 april 1671 i Wiener Neustadt i Habsburgska riket (dagens Österrike), var en kroatisk adelsman, militär, härförare i Habsburgs tjänst och ban över Kroatien. 
Petar var son till den kroatiske banen Juraj Zrinski och grevinnan Magdalena Széchy. Han var bror till Nikola Zrinski. Han var gift med grevinnan Ana Katarina Frankopan och paret fick fyra barn. Parets näst äldsta barn, sonen Ivan IV Antun Baltazar, var den siste ättlingen till familjen Zrinski på svärdssidan. 
Petar Zrinski är framförallt ihågkommen som en förkämpe för kroaternas rättigheter inom det Habsburgska riket och för att han motarbetade österrikisk centralism och absolutism. Petar Zrinski var tillsammans med sin svåger Fran Krsto Frankopan en av ledarfigurerna i det som kom att kallas Zrinski-Frankopankonspirationen och 1671 avrättades de båda på befallning av Leopold I för sin delaktighet i konspirationen. 1907 flyttade Brödraskapet kroatiska drakens bröder hans kvarlevor från Wiener Neustadt i Österrike till katedralen i Zagreb. Petar Zrinski är tillsammans med Fran Krsto Frankopan avbildade på 5-kunasedeln.
Barn:
- Jelena Zrinski (1643-1703)
- Ivan Antun Zrinski (1651-1703)
- Judita Petronela Zrinski (1652-1699)
- Zora Veronika Zrinski (1658-1735)